# Ligota Dobrodzieńska
Ligota Dobrodzieńska est une localité polonaise de la gmina de Dobrodzień, située dans le powiat d’Olesno en voïvodie d'Opole.

## Histoire
De 1743 à 1926, Ellguth-Guttentag fait partie de l'arrondissement de Lublinitz dans le district d'Oppeln au sein de la province de Silésie.